# Balacra speculigera
Balacra speculigera är en fjärilsart som beskrevs av Karl Grünberg 1907. Balacra speculigera ingår i släktet Balacra och familjen björnspinnare. Inga underarter finns listade i Catalogue of Life.